# Chelonistele ingloria
Chelonistele ingloria là một loài thực vật có hoa trong họ Lan. Loài này được (J.J.Sm.) Carr mô tả khoa học đầu tiên năm 1935.